# Bungarus flaviceps
Bungarus flaviceps är en ormart som beskrevs av Reinhardt 1843. Bungarus flaviceps ingår i släktet kraiter och familjen giftsnokar. IUCN kategoriserar arten globalt som livskraftig.
Arten förekommer i Sydostasien från Malackahalvön till Borneo och Java. En avskild population lever i södra Vietnam. Arten vistas i låglandet och i bergstrakter upp till 1100 meter över havet. Habitatet utgörs av tropiska fuktiga skogar. Bungarus flaviceps är aktiv på natten och jagar ödlor samt mindre ormar.

## Underarter
Arten delas in i följande underarter:
- B. f. flaviceps
- B. f. baluensis